# Municipio de Dry Fork (Dakota del Norte)
El municipio de Dry Fork (en inglés: Dry Fork Township) es un municipio ubicado en el condado de Williams en el estado estadounidense de Dakota del Norte. En el año 2010 tenía una población de 42 habitantes y una densidad poblacional de 0,45 personas por km².

## Geografía
El municipio de Dry Fork se encuentra ubicado en las coordenadas 48°14′24″N 102°53′28″O / 48.24000, -102.89111. Según la Oficina del Censo de los Estados Unidos, el municipio tiene una superficie total de 92.85 km², de la cual 92,78 km² corresponden a tierra firme y (0,08 %) 0,07 km² es agua.

## Demografía
Según el censo de 2010, había 42 personas residiendo en el municipio de Dry Fork. La densidad de población era de 0,45 hab./km². De los 42 habitantes, el municipio de Dry Fork estaba compuesto por el 97,62 % blancos y el 2,38 % eran de una mezcla de razas. Del total de la población el 0 % eran hispanos o latinos de cualquier raza.